# Charles Adams Platt
Charles Adams Platt (New York, 16 ottobre 1861 – New York, 12 settembre 1933) è stato un architetto, pittore e incisore statunitense.

## Biografia
Platt si formò come pittore di paesaggi e come incisore sotto la guida di Stephen Parrish a Gloucester, Massachusetts nel 1880. Frequentò la National Academy of Design e la Art Students League a New York
e, successivamente, l'Académie Julian a Parigi, allievo di Gustave Boulanger e Jules Joseph Lefebvre. Al Salon di Parigi del 1885 espose i suoi dipinti e le sue incisioni e ottenne il suo primo consenso di pubblico. Nel decennio 1880-1890 realizzò centinaia di incisioni di architettura e paesaggi. Ha ricevuto una medaglia di bronzo all'Esposizione Universale di Parigi del 1900.
Dopo il 1892 decise di dedicarsi soprattutto all'architettura, inserendosi nel movimento formalistico guidato da Charles Follen McKim.
Il suo stile oltre ad essere stato influenzato dai suoi maestri newyorkesi e parigini, si caratterizzò per un formalismo precostituito.
Realizzò edifici di grande rilevanza come il New York Apartments, il Leader Building di Cleveland, una copia di Palazzo Strozzi e la Freer Gallery di Washington, caratterizzati da una struttura esterna eclettica.

## Opere

### Pittura
- Interior of Fish-houses, 1882;
- Fishing Boats, 1882;
- Provincial Fishing Village, 1882;
- Old Houses near Bruges, 1883;
- Deventer, Holland, 1885;
- Quai des Orfèvres, Paris, 1886;
- Dieppe, 1887;
- The Mountain, 1920.

### Architettura
- Studio Building, New York, 1905–06;
- The Mallows, New York, 1906;
- Villa Turicum, Lake Forest, Illinois, 1912;
- The Causeway, Washington, 1912;
- Leader Building, Cleveland, 1912;
- Gilbert Mansion, Little Falls, New York, 1915;
- Astor Court Building, 1916;
- Freer Gallery of Art palazzo, Washington, 1918;
- Hanna Theatre, Cleveland, 1921;
- Bois Dore, Newport, Rhode Island, 1927;
- Addison Gallery of American Art, Andover, Massachusetts, 1931;
- Crandall Public Library, New York, 1931;
- MIT Endicott House, Dedham, Massachusetts, 1934.

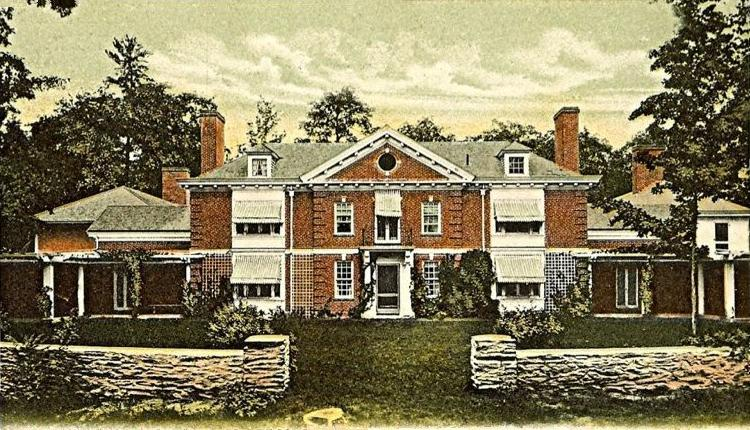
Harlakenden House, Cornish (1898);
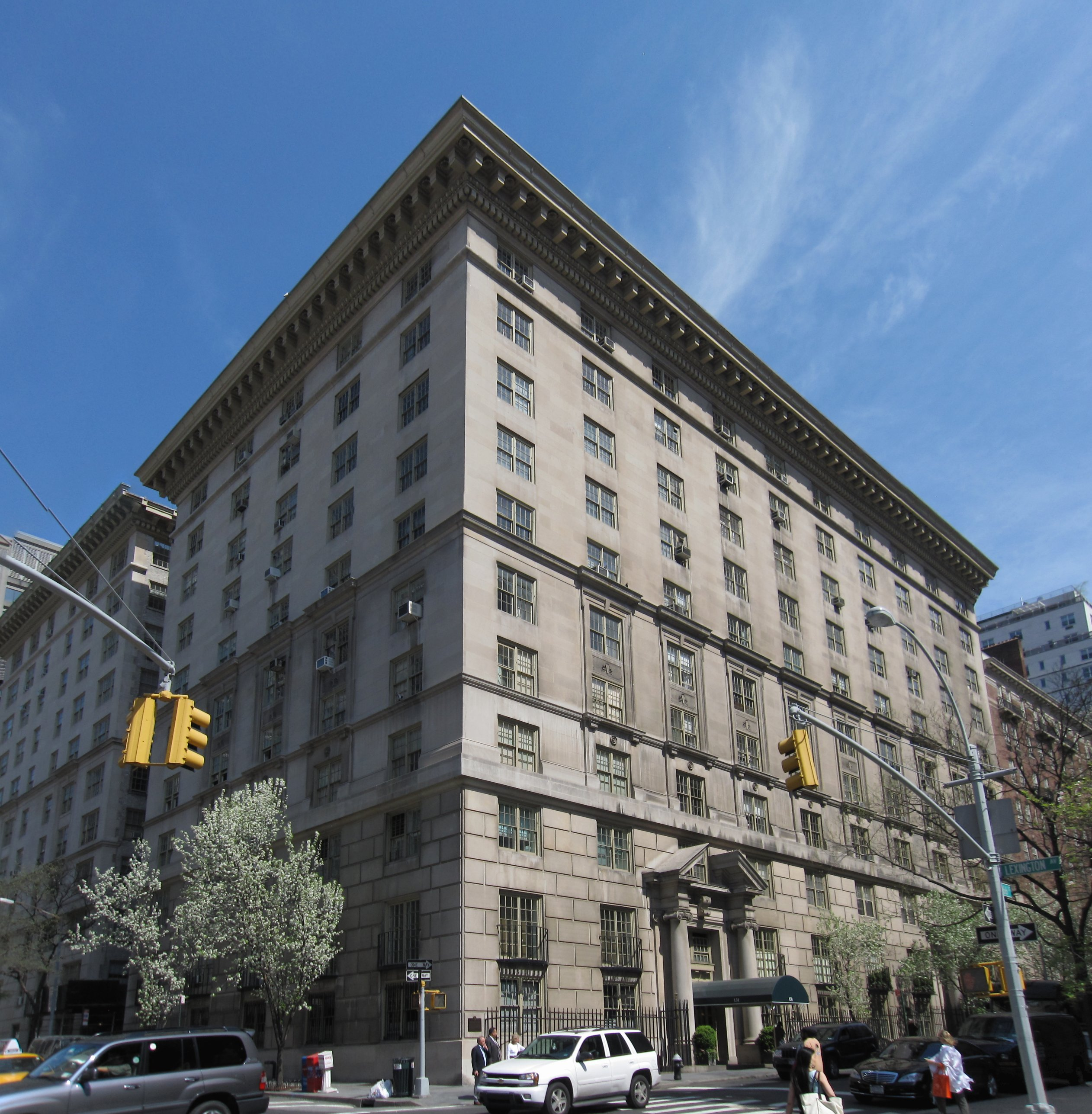
Studio Building, New York City (completed 1906);
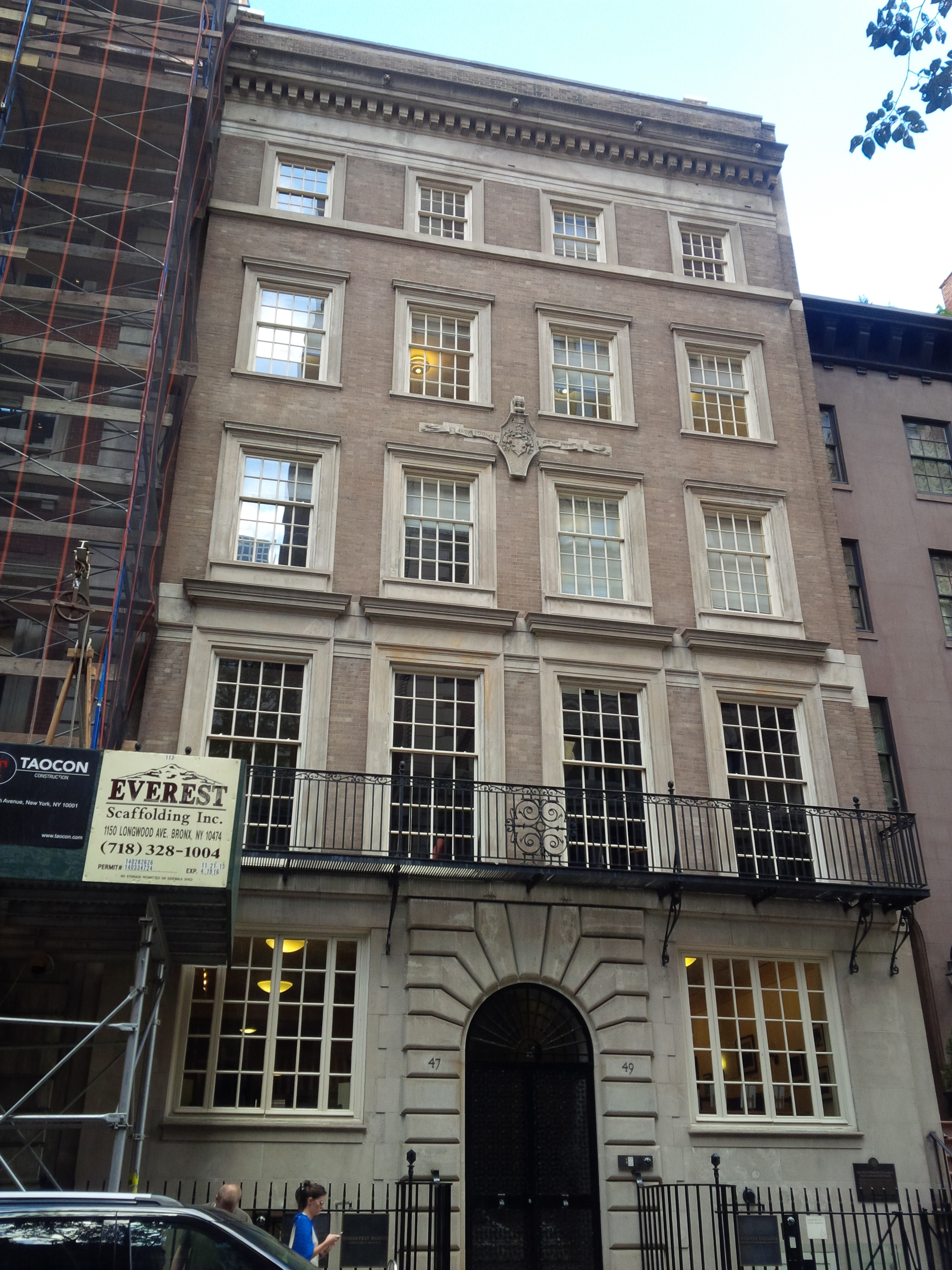
Sara Delano Roosevelt Memorial House, New York City (1908);
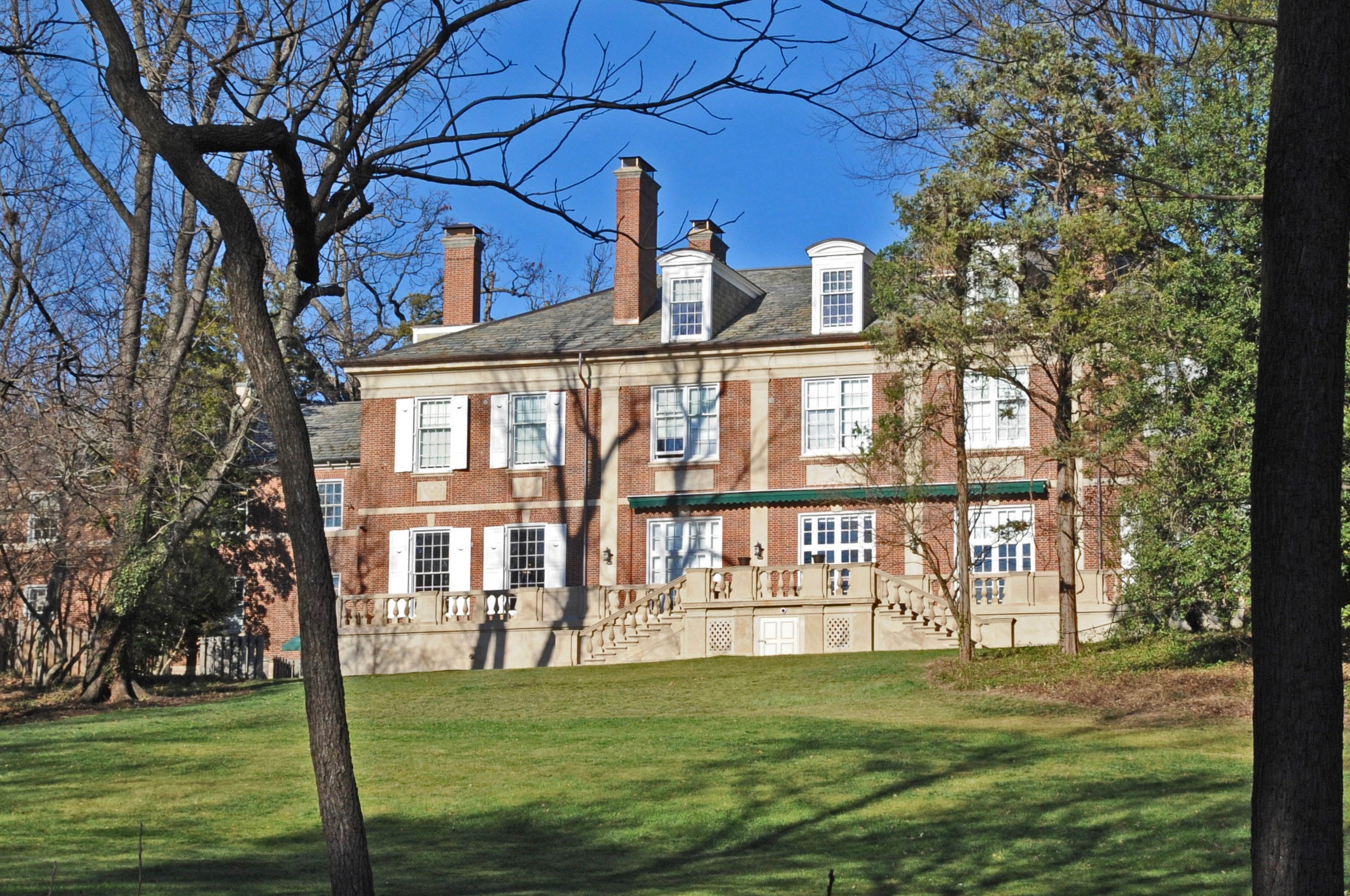
The Causeway, Washington (1912);
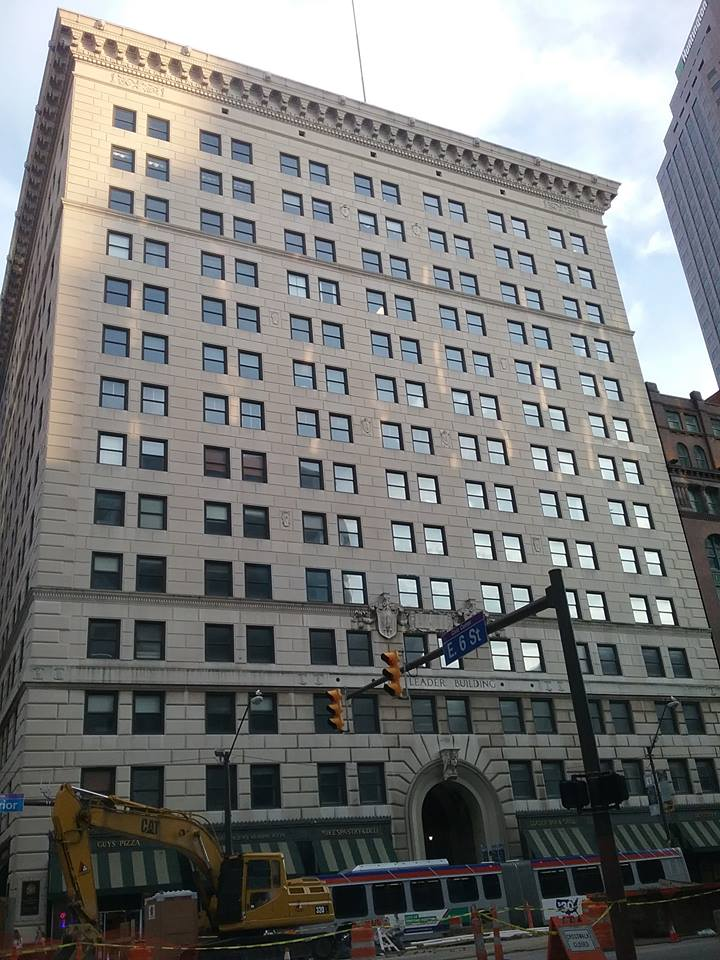
The Cleveland Leader Building, Cleveland Ohio (1913);
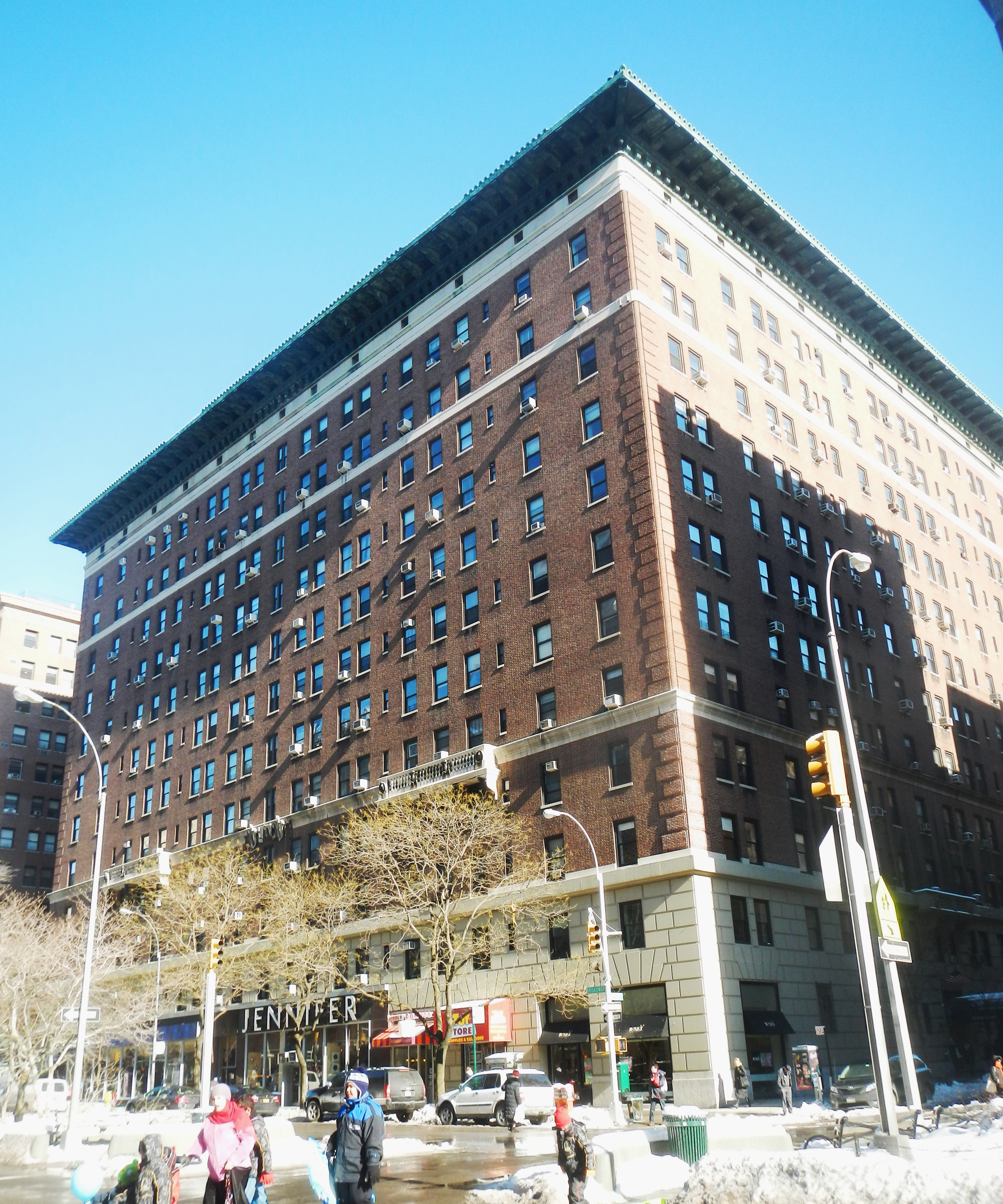
Astor Court Building, Broadway, New York (1916);
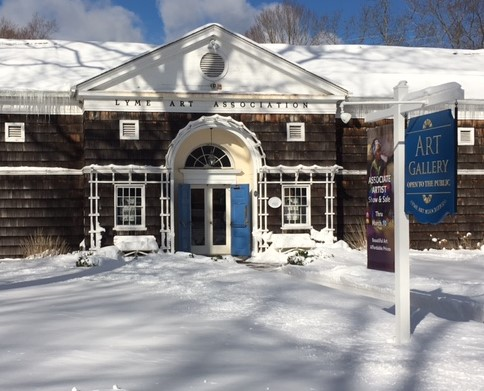
Lyme Art Association, Old Lyme, Connecticut (1921);
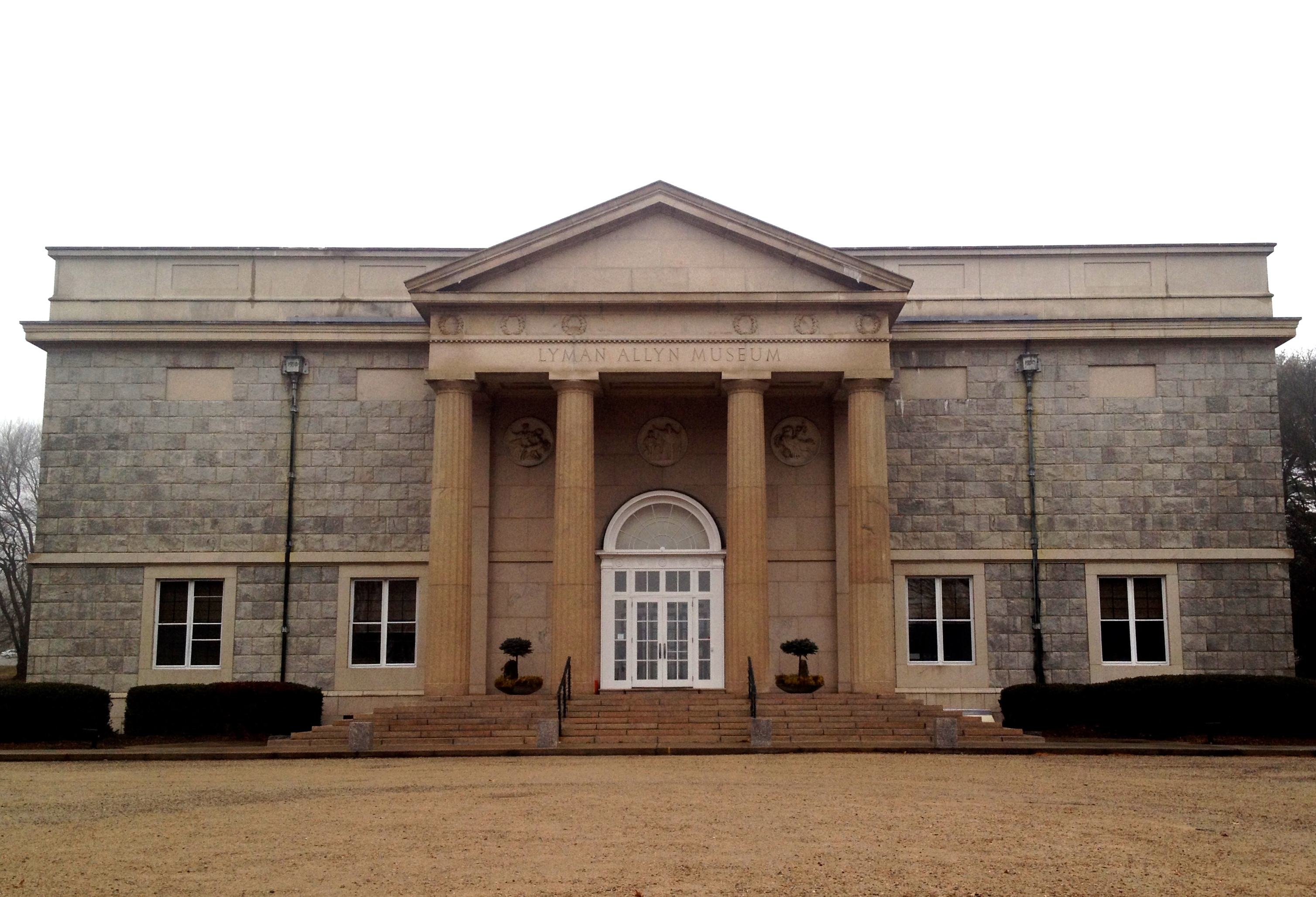
The Lyman Allyn Museum, New London, Connecticut (1932);
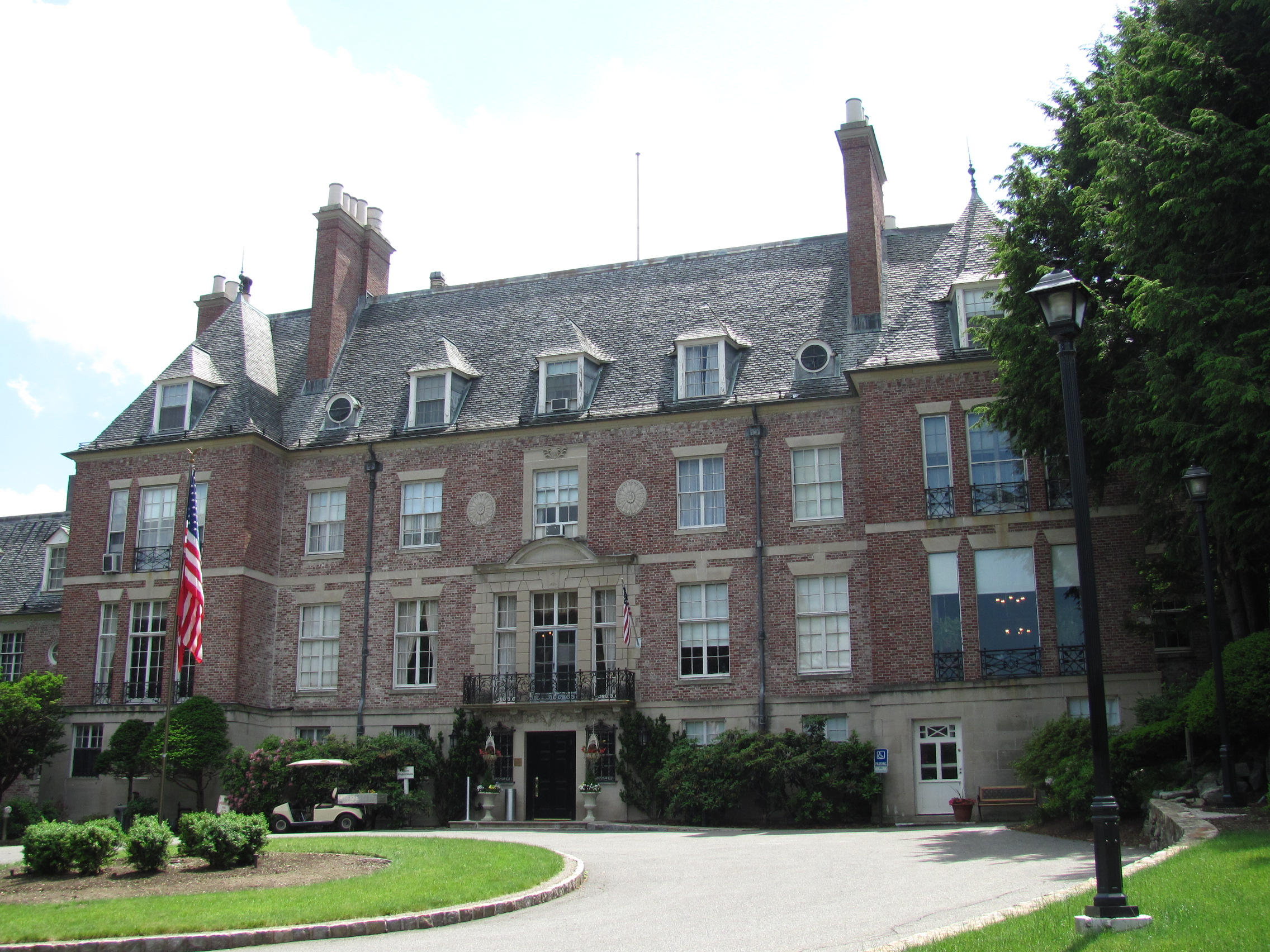
Endicott House, Dedham, Massachusetts (1934).